# Sohodol
Sohodol (in ungherese Aranyosszohodol) è un comune della Romania di 1 863 abitanti, ubicato nel distretto di Alba, nella regione storica della Transilvania.
Il comune è formato da un insieme di 30 villaggi: Băzești, Bilănești, Bobărești, Brădeana, Burzonești, Deoncești, Dilimani, Furduiești, Gura Sohodol, Hoancă, Joldișești, Lazuri, Lehești, Luminești, Medrești, Morărești, Munești, Năpăiești, Nelegești, Nicorești, Peleș, Poiana, Robești, Sebișești, Sicoiești, Șimocești, Sohodol, Surdești, Țoci, Valea Verde.